# Готель «Росія» (серіал)
Готель «Росія» — російський серіал, знятий в жанрі мелодрами, детективу. Серіал знятий кінокомпанією «Марс Медіа Ентертейнмент». Прем'єра в Росії відбулася 16 жовтня 2017 року на Першому Каналі.

## Сюжет
Події фільму відбуваються в Москві в 1976—1977 роках, в готелі № 1 в СРСР «Росія». Головна героїня фільму Ксенія Баскакова працює в оргвідділі готелі і знаходиться на доброму рахунку і керівництва готелю і по партійній лінії, у КДБ також немає претензій до Баскакової. З огляду на це і рекомендацію керівництва, Баскакова займає завидну посаду — заступника начальника оргвідділу, а згодом призначається виконуючим обов'язки керівника відділу. Баскакова прекрасно справляється зі своїми посадовими обов'язками на ввірених їй ділянках, незважаючи на те, що в готелі № 1 СРСР постійно відбувається маса позаштатних і позапланових ситуацій, пов'язаних з тим, що на її території перетинаються інтереси і вирішуються питання в інтересах політичних і партійних керівників країни, а також інтереси КДБ, міліції, кримінальних і ділових кіл. Плюс рівень відповідальності співробітників значно підвищується тим, що готель фактично є організацією, яка зустрічає і проводжає високопоставлених чиновників з-за кордону і знаменитих іноземних гостей. В таких умовах доводиться працювати головній героїні, умови ускладнюються спробами колег змістити її з посади, непростим особистим біографією Баскакової і спробами головної героїні зберегти в собі людські і жіночі риси, все це створює насичений вир подій, з якими головна героїня змушена справлятися.
За словами авторів фільму, всі події є вигаданими, а збіги з реальними подіями і людьми випадковими. Тим не менш, є кілька знакових подій, висвітлених у фільмі і мали місце в історії готелю «Росія», а саме приїзд знімальної групи для зйомок фрагментів фільму «Міміно» і пожежа в готелі, який забрав життя 42 осіб. Фактично пожежа і її наслідки, є кульмінацією фільму і підіймають «на гора» численні внутрішні проблеми тодішнього радянського суспільства з його плановою економікою, страхами перед партією за невиконані вчасно роботи, посвята великих будівництв до певних свят і так далі, що і стало основною причиною такої масштабної пожежі й великої кількості жертв. У фільмі показані сцени, де це явно можна спостерігати, а так само показаний і героїзм наприклад головної героїні Ксенії Баскакової яка виводила людей із палаючого готелю і апогеєм цього стало порятунок Баскакової пораненого Мануеля Сантоса. По суті, пожежа і поставив крапку в серіалі, а головна героїня проявила себе героїчним вчинком — врятувала життя іноземному громадянину, від якого була вагітна, і в підсумку після виходу з лікарні відмовилася від підвищення по службі і вирішила зберегти дитину.

## Зйомки
Частина зйомок, сцен всередині готелю, відбувалася в будинку відпочинку розташованому в місті Кашин Тверської області.

## Знімальна група
- Автор сценарію: Дмитро Миропольський
- Режисер: Сергій Сенцов
- Оператор: Рафік Галеев
- Композитори: Олександр Туркунов, Вадим Маєвський
- Продюсери: Рубен Дишдишян (генеральний), Неллі Яралова (генеральний), Анна Бочкарьова (виконавчий), Олена Денисевич, Арам Мовсесян, Вадим Горяїнов

## В ролях

### У головних ролях
- Катерина Вілкова — Ксенія Романівна Баскакова, зам начальника (з 5-ї серії начальник) оргвідділу Готелі «Росія», закохана в Мануеля.
- Іван Босільчіч — Мануель Сантос, сандиніст який веде переговори з Урядом СРСР, закоханий у Ксенію.
- Євген Пронін — Олексій Петрович Ракітін, капітан КДБ, співробітник 9-го управління КДБ, закоханий в Ксенію.
- Павло Трубінер — Янніс Едуардович Берзень, майор КДБ, співробітник 5-го управління КДБ.
- Анатолій Горячев — Андрій Дормидонтович Хазов, начальник господарського відділу Готелі «Росія».
- Людмила Дребньова — Іскра Юхимівна, начальник (до 5-ї серії) оргвідділу Готелі «Росія».
- Данило Дунаєв — Ігор Вікторович Горін, «Гарік», екскурсовод іноземних делегацій по Москві.
- Тетяна Рассказова — Світлана Валентинівна Баскакова, тітка Ксенії, співробітник Московського міськкому КПРС.
- Софія Синіцина — Віка, стажист оргвідділу Готелі «Росія», племінниця Іскри Юхимівни.
- Іван Дубровський — Леонід Макаренко, курсант МВВКУ, колишній учень Ксенії.
- Володимир Матвєєв — Віктор Васильович Гришин, перший секретар Московського міськкому КПРС.
- Лариса Домаскіна — Ірино Михайлівно Гришина, дружина Гришина.
- Микита Тарасов — Сергій Петрович, референт Гришина.
- Степан Старчиков — Володимир Федорович Промислів, голова Мосгорисполкома.
- Тетяна Щанкіна — Ірина Йосипівна Промислова, дружина Промислова.

### В епізодичних ролях
- Олександр Вдовін — Семен, майстер, кінчає життя самогубством.
- Сахат Дурсумов — Керімов, співробітник 5-го управління КДБ.
- Сергій Соцердотскій — Пашка, радист.
- Михайло Васьков — господар квартири Ксенії.
- Тетяна Піскарьова — господиня квартири Ксенії.
- Іван Рижиков — Федір Іванович, майор міліції, начальник відділення міліції по Готелі «Росія».
- Олександр Карпов — Соломон Маркович, ювелір.
- Володимир Кошовий — Борис Воскресенський, радянський шахіст.
- Міріам Сехон — Марина Широкова, наречена Воскресенського, внучка білогвардійського (власовського) генерала.
- Сергій Холмогоров — генерал-майор КДБ, начальник 5-го управління КДБ.
- Марко Дінеллі — Меццоджорно, подільник Дімартіно.
- Сергій Барковський — Дімартіно, італійський комуніст.
- Вікторія Короткова — дочка Дімартіно.
- Андрій Ребенков — Віктор Федотович Левченко, член партхозактиву від Української РСР.
- Ксенія Черноскутова — Людмила Левченко, дружина Левченко.
- Павло Груненков — Джаваншир Алієвич Маметов, член партхозактиву від Азербайджанської РСР.
- Сейдулла Молдаханов — Нуріддін Каримович Абдрахімов, член партхозактиву від Узбецької РСР.
- Сергій Цепов — Семен Степанович Пробкін, батько Ксенії.
- Марія Шумакова — Ірина, співачка ресторану Готелю «Росія», дівчина Макаренка.
- Заріна Мухітдінова — Наиля, дівчина Макаренка.
- Сабіна Ахмедова — Мануела, член Іспанського Парламенту, Інгрід Карлстон за підробленим паспортом Швеції.
- Олена Муравйова — сусідка Ксенії.

## Персонажі
Ксенія Романівна Баскакова — заступник начальника, згодом виконуюча обов'язки начальника оргвідділу готелю «Росія», бездоганний співробітник. До початку дії серіалу працювала в школі викладачем російської мови, літератури, і іноземних мов. Спочатку мала симпатію до Олексія Ракітін, капітану КДБ, згодом зустріла і закохалася в Мануеля Сантоса, представника сандинистів, і народила від нього дитину. В кінці звільнилася з готелю і стала працювати перекладачем. Володіє російською, англійською, французькою, іспанською та італійською мовами.
Мануель Сантос — представник Фронту національного звільнення імені Сандино, який веде переговори з Урядом СРСР, навчався в Університеті дружби народів СРСР. Закохався в Ксенію з першого погляду, коли дізнався що Ксенія від нього вагітна і що Ксенія врятувала його життя під час пожежі, повернувся до неї і залишився жити в СРСР. Володіє іспанською, російською, та англійською мовами.
Алексій Ракітін — капітан 9 управління КДБ. Курирує Іноземні делегації в СРСР. Закоханий в Ксенію, коли вона вибрала Мануеля, намагався перешкоджати, але не вийшло. Неодноразово рятував Баскакову від неприємностей, використовуючи своє службове становище, в тому числі, щоб захистити її від колег по КДБ, був змушений зробити її своїм агентом. Володіє російською, англійською, та іспанською мовами.
Ігор Вікторович Горін, «Гарік» — гід екскурсійного автобуса, в минулому співмешканець Баскакової. Незаконно торгує імпортними товарами за валюту («фарци»), використовуючи готель як місце для зберігання і реалізації товару. Володіє російською, англійською, та італійською мовами.
Віка Столерова — протеже начальника оргвідділу, стажист оргвідділу готелі, а згодом права рука Баскакової. Володіє російською, англійською, та іспанською мовами.
Леонід Макаренко — курсант МВВКУ, колишній учень Ксенії. Знайомиться на Красної площі з Гаріком і вступає з ним у фінансові відносини, але коли розуміє що Гарік шантажує Ксенію Романівну, повідомляє все капітанові КДБ Олексію Ракітіну. Ледь не гине в теракт, там знайомиться з дівчиною Неллі і вони починають зустрічатися.